# Parma Volley Girls 2008-2009
Questa voce raccoglie le informazioni riguardanti il Parma Volley Girls nelle competizioni ufficiali della stagione 2008-2009.

## Organigramma societario
Area direttiva
- Presidente: Paolo Borelli

Area tecnica
- Allenatore: Stefano Micoli
- Allenatore in seconda: Sofia Grober
- Scout man: Nicola Vettori

Area sanitaria
- Medico: Nicolò Tridente
- Preparatore atletico: Fausto Tosi
- Nutrizionista: Paolo Conti

## Rosa
| N° | Nome               | Ruolo | Data di nascita   | Nazionalità sportiva |
| -- | ------------------ | ----- | ----------------- | -------------------- |
| 1  | Giulia Cosci       | P     | 20 marzo 1987     | Italia               |
| 2  | Sonia Gioria       | P     | 6 gennaio 1978    | Italia               |
| 3  | Mariana Conde      | S     | 23 luglio 1973    | Italia               |
| 4  | Eliana Cirilli     | S     | 9 dicembre 1987   | Argentina            |
| 6  | Valeria Alberti    | L     | 9 maggio 1984     | Italia               |
| 7  | Andrea Conti       | O     | 3 ottobre 1982    | Italia               |
| 8  | Cristina Cruciani  | C     | 26 novembre 1984  | Italia               |
| 9  | Valentina Pisani   | C     | 10 ottobre 1981   | Italia               |
| 10 | Giulia Gibertini   | L     | 30 settembre 1984 | Italia               |
| 11 | Alessandra Ventura | S     | 8 febbraio 1983   | Italia               |
| 12 | Cibele Barboza     | S     | 16 luglio 1981    | Brasile              |
| 15 | Jana Šenková       | S     | 11 luglio 1982    | Rep. Ceca            |
| 18 | Maria Luisa Elli   | C     | 2 maggio 1985     | Italia               |